# Mataparent vermell i groc
El mataparent vermell i groc (Rubroboletus rhodoxanthus) és una espècie de fong de l'ordre dels boletals (Boletales). És bolet ocasional, del grup dels mataparents d'esponja roja.

## Morfologia
Bolet de solitari a espars. Barret hemisfèric en el jove, de convex a estès en l’adult, molt carnós; de fins a 20 cm de diàmetre; superfície desigual, lleugerament viscosa de jove, seca i llisa amb l’edat; de blanquinosa a grisenca, amb tons ocracis, amb l’edat vira a tons rosats, especialment en el marge; immutable al frec.

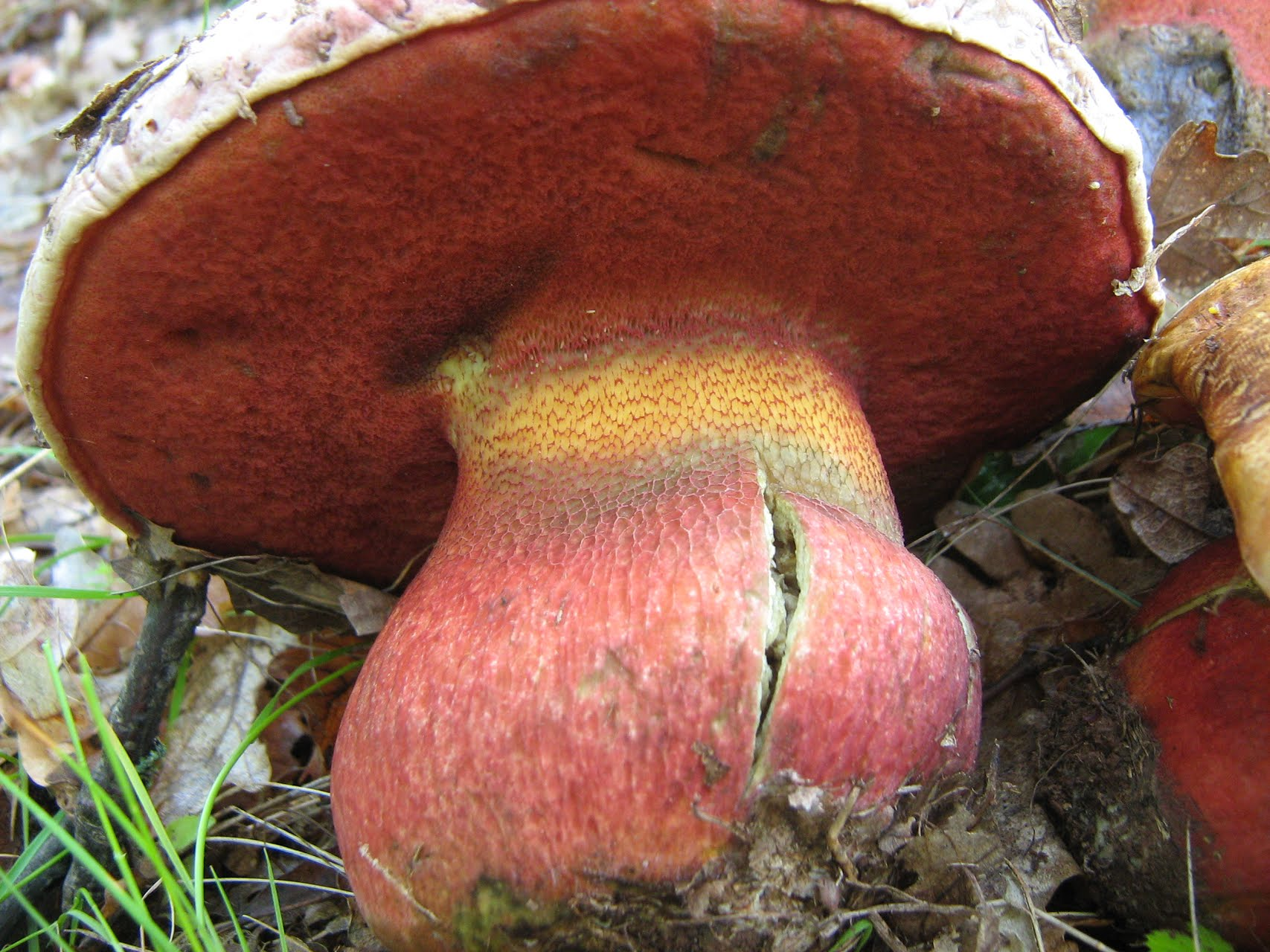
Detall de l'esponja i la cama del mataparent vermell i groc (Rubroboletus rhodoxanthus)

Tubs grocs; blavegen al frec. Porus vermell sang fosc, més groguencs vora el marge del barret; blavegen al frec.
Cama de cilíndrica a dilatada al peu; de color groc viu a la part superior, més vermella cap el peu; coberta per una fina xarxa de vermell ataronjada a vermella, més evident a la part superior; superfície blava al frec.
Carn del barret i la cama de groc pàl·lid a groc daurat, algun cop amb taques vermelles en el peu; al tall vira a blau en el barret i la part superior de la cama, es manté groga en la resta; olor fruitada, agradable; al tast, lleugerament àcid.

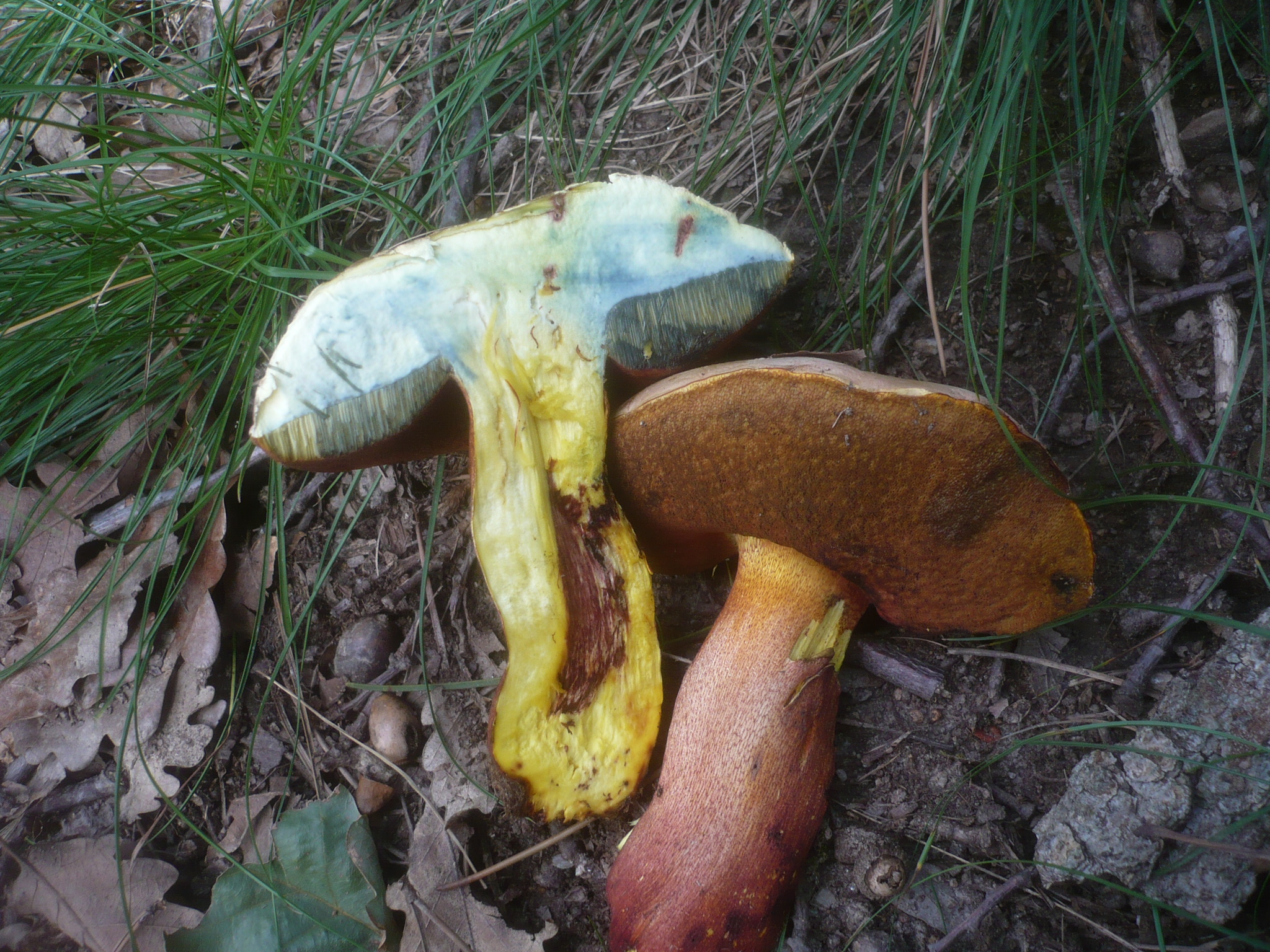
Rubroboletus rhodoxanthus: Carn groga que blaveja al tall en el barret i part superior de la cama.

## Hàbitat[4]
Des de principis d’estiu a finals de tardor; sembla preferir sòls silicis o neutres; des de la muntanya mitjana fins a la terra baixa i la muntanya mediterrània; termòfil; en boscos de planifolis; vora faig, roures (roure de fulla gran, reboll i de fulla petita), castanyer, alzina, carrasca i surera.

## Comestibilitat[4]
No comestible; produeix trastorns gastrointestinals.

## Analítica[4]
- Melzer + carn: Negatiu, sense reacció amiloide en la carn de la cama.

## Comentaris[4]
Són bolets propers i similars Rubroboletus rhodopurpureus, R. rubrosanguineus, R. satanas i R. le-galiae. En les quatre espècies, tota la carn esdevé blava al tall. R. rhodoxanthus es diferencia de tots ells per la carn que al tall blaveja només en el barret i la part alta de la cama. La resta de la carn de la cama es manté groga.